# Turkmene finitimus
Turkmene finitimus es la única especie conocida del género fósil Turkmene de pez lampriforme de la familia de los turkménidos que vivió durante el Thanetiense. Esta especie fue reconocida por Daniltshenko en 1968.